# جان دي بريين
جان دي بريين أو جون أو يوحنا (حوالي 1170 - 27 مارس 1237) كان ملك بيت المقدس (1225-1210) وإمبراطور القسطنطينية اللاتينية (1237-1229).
اقترح كزوج مناسب لـ ماريا، ملكة بيت المقدس، من قبل أحد بارونات مملكة بيت المقدس، وبعد موافقة فيليب الثاني ملك فرنسا والبابا إينوسنت الثالث، غادر جان فرنسا نحو الأراضي المقدسة وتزوج من الملكة، وبذلك توج الزوجين الملكيين في 1210، وبعد وفاة ماريا في 1212، جان تدار المملكة كـ وصي على ابنتهما الرضيعة إيزابيلا الثانية، جان إيبيلين حاول الإطاحة به،  وأيضا كان جان أحد قادة الحملة الصليبية الخامسة، وعلى الرغم من عدم اعترف دعواه بـ قيادته للجيش الصليبي بالإجماع، ولكن أكد حقه في حكم مدينة دمياط بعد وقت قصير من سقوط مدينة للصليبيين في 1219، وأيضا ادعى حقه في حكم مملكة أرمينيا الصغرى نيابة عن زوجته الثانية ستيفاني دي أرمينيا ولكن مع 1220 زوجته ستيفاني وابنه الرضيع توفيا مما أدى فقدان حقه، ومع عودة جان إلى مصر، انتهت الحملة الصليبية الخامسة بالفشل بعد استرداد دمياط من قبل المصريين في 1221.
كان جان أول ملك بيت المقدس يقوم بزيارة أوروبا (بما في ذلك إيطاليا، فرنسا، إنجلترا، ليون، قشتالة وألمانيا) للحصول على مساعدات من أجل الأراضي المقدسة، وأيضا زوج أبنته لـ إمبراطور روماني مقدس فريدرش الثاني في 1225، وبذلك انتهى حكم جون لـ مملكة بيت القدس، على الرغم من أن الباباوات حاولوا اقناع فريدرش لاستعادة المملكة لجون، إلا أن بارونات بيت المقدس رأوا فريدرش هو حاكمهم الشرعي، جان دار المجالات البابوية في توسكانا، وأيضا أصبح رئيس القضاة لـ بيروجيا وأيضا كان قائداً جيش البابا غريغوري التاسع خلال حربه ضد صهره فريدرش في 1228 و1229. 
انتخب إمبراطوراً في عام 1229 باعتباره الحاكم المسئول (بالمشاركة مع بالدوين الثاني) من القسطنطينية، وتوج في القسطنطينية في 1231، قوات يوحنا الثالث دوكاس فاتازيس، إمبراطور نيقية، و إيفان آسين الثاني من بلغاريا قامت باحتلال بعض الأراضي الإمبراطورية واقعة في تراقيا و آسيا الصغرى وأيضا فرضوا حصار على القسطنطينية نفسها مطلع 1235، جان استطاع الدفاع عن عاصمته أثناء حصار الذي دام شهور، ولم يتم فك الحصار إلا بعد مجيء جيفري الثاني، أمير أخايا بحيث استطعت قواته مع الأساطيل الموحدة من المدن الإيطالية هزيمة الأساطيل العدو في 1236، وفي العام التالي توفي جان بعد أن أصبح راهب فرنسيسكاني، ودفن في آيا صوفيا.

## الأسرة
تزوج جان أولا من ماريا من مونفيراتو ابنة كونراد من مونفيراتو وإيزابيلا الأولى ملكة بيت المقدس، كانت ماريا وريثة والدتها منذ 1205، كانت لديهم ابنة واحدة وهي إيزابيلا، وأيضا عرفت بـ (يولاندا منذ عام 1212).
ثم تزوج بعد وفاة ماريا من ستيفاني من أرمينيا في 1214 كانت ابنة ليو الثاني ملك أرمينيا وإيزابيل من أنطاكية، وكان لهما ابن توفي وهو رضيع.
بعد زيارته لـ مملكة ليون اقترح له الزواج من إحدى بنات ألفونسو التاسع من زوجته الأولى؛ وخوفاً من أن يرث العرش، زوجة ألفونسو الثانية عرضت ابنتها الصغرى برينغاريا من ليون عليه، وبالفعل تزوجها في 1224،،، وانجبت له أربعة أبناء:-
- ماري، إمبراطورة القسطنطينية اللاتينية بزواجها من بالدوين الثاني.
- ألفونسو، كونت او.
- لويس، فيكونت بومون.
- جان.